# Schloss Castries

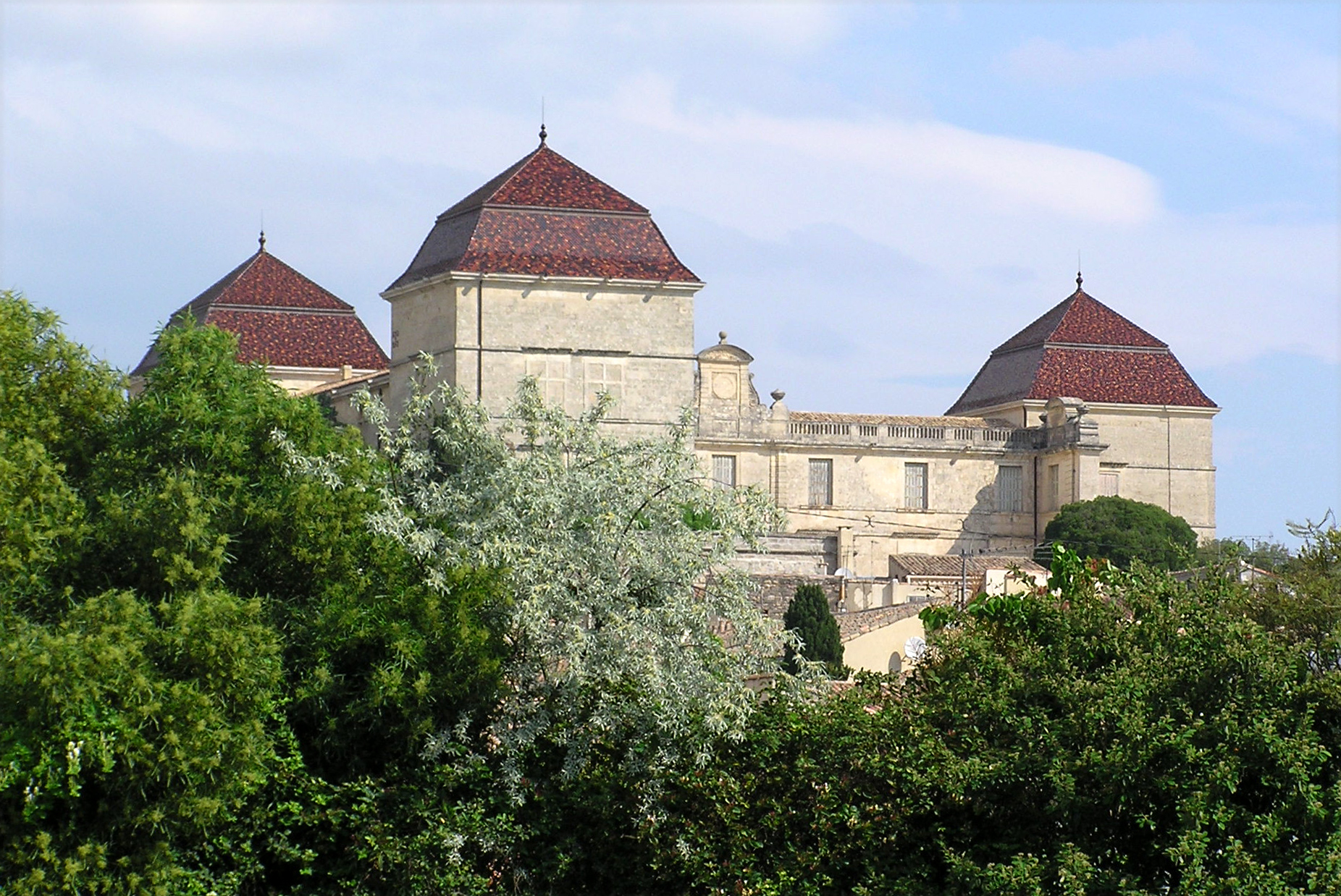
Château de Castries von Süden

Das Schloss Castries  (französisch Château de Castries) stammt aus dem 16./17. Jahrhundert, basiert jedoch auf einem mittelalterlichen Vorgängerbau. Es dominiert das Städtchen Castries, das im Département Hérault und im Einzugsgebiet von Montpellier liegt. Das Schloss ist in der Liste der Historischen Monumente verzeichnet.  

## Geschichte
Der einflussreiche Seigneur Dalmace, Kreuzritter und erster Eigentümer von Castries, nahm am Ersten Kreuzzug teil, wobei er in Palästina verstarb. Das Lehen Castries fiel danach testamentarisch an  Guilhem VII. de Montpellier, Seigneur de Montpellier. Im 13. und 14. Jahrhundert wurde Castries durch die Pest, Hungersnot und Kriege heimgesucht. Am Ende des 14. Jahrhunderts zählte das Dorf noch ganze 50 Einwohner.  
1495 kaufte die Familie de La Croix die Baronie Castries. Noch vor 1520 wurde die Burg niedergelegt und an ihrer Stelle das heutige Schloss errichtet, das von da an über 500 Jahre lang den Mittelpunkt des Dorfes bilden sollte.
Die folgenden Jahre eines brüchigen Friedens und brutaler Kriege überstand das Schloss unbeschadet bis zum Jahre 1622, als es vom Führer der Hugenotten, Henri II. de Rohan niedergebrannt wurde, um den anrückenden Truppen von König Ludwig XIII. keinen Stützpunkt bei der Belagerung von Montpellier zu bieten. 
Das Schloss wurde ab 1645 wiederaufgebaut. Dabei wurden von dem 1622 zerstörten Gebäude zwei Rippengewölbe im Erdgeschoss des Nordflügels eingebunden. Der Baumeister war Jean Bonnassier, der auf der Baustelle 1663 und 1664 erwähnt wird. Geplant waren drei Flügel in U-Form, von denen jedoch nur zwei realisiert wurden. Die Fassade wurde nach dem in Montpellier üblichen Muster konstruiert. Das Ensemble wird von drei Türmen beherrscht, deren Dächer in zwei Terrassen angeordnet sind. 1670 wurde das Wasser der Quelle von Fontgrand von Antoine und Jean Arman über ein Aquädukt geleitet, um den Schlossgarten zu bewässern. Die heutige Anlage des Gartens nach klassischem Muster stammt von 1930.
Im Jahre 1966 überließ der Besitzer Graf René de La Croix de Castries als Erbe des Hauses die Anlage der Académie française. Im September 2013 wurde es an die Gemeinde Castries verkauft.
Das Gebäude dient inzwischen als Museum und kann besichtigt werden.

## Unterschutzstellung
Fassaden und Dächer des Schlosses sind seit dem 7. Oktober 1943 in der Liste der historischen Monumente aufgeführt, das Aquädukt folgte am 8. September 1949. Der französische Garten, der Park und der Teich sind seit dem 20. Oktober 1966, die Nebengebäude, der Torbau, das „Archiv“ genannte Gebäude, das Gewächshaus, die Orangerie und das Gärtnerhaus seit dem 23. Juli 2003 geschützt.